# Entraînement partiel de l'éther
L'hypothèse de Fresnel sur l'entraînement partiel de l'éther est une hypothèse proposée en 1818 par Augustin Fresnel selon laquelle l'éther est partiellement entraîné par les corps denses en mouvement, en particulier par les corps transparents.

## Nom
L'éponyme de l'hypothèse de Fresnel, est Augustin Fresnel (1788-1827) qui l'a proposée dans un article publié en 1818 dans les Annales de  chimie et de physique sous la forme d'une lettre adressé à François Arago (1786-1853).
L'hypothèse est celle d'un entraînement partiel de l'éther.

## Coefficient d'entraînement
Selon Fresnel, lorsqu'un corps transparent d'indice de réfraction {\displaystyle n} est animé d'une vitesse {\displaystyle v} par rapport à l'éther immobile, l'éther contenu dans ce corps est partiellement entraîné dans ce mouvement, dans la proportion :
{\displaystyle \alpha =1-{\frac {1}{n^{2}}}},
où {\displaystyle \alpha } est le coefficient d'entraînement de l'éther, dit coefficient de Fresnel, de Fizeau ou de Fresnel-Fizeau.

## Formule de Fresnel
Dès lors, selon Fresnel, la vitesse du corps matériel dans l'éther et celle de la lumière dans le corps matériel quand il est au repos dans l'éther ne s'additionnent que partiellement.
Pour une propagation de la lumière parallèle à la vitesse du corps matériel, on obtient ainsi :
{\displaystyle V={\frac {c}{n}}\pm \left(1-{\frac {1}{n^{2}}}\right)v={\frac {c}{n}}\pm \alpha v}
où :
- {\displaystyle V} est la vitesse de propagation de la lumière dans le corps transparent,
- {\displaystyle v} est la vitesse du corps transparent dans l'éther,
- {\displaystyle c} est la vitesse de la lumière dans le vide.

## Expériences
La formule de Fresnel a permis de rendre compte de plusieurs observations, en particulier de l'expérience d'Arago.
Dans la seconde moitié du XIXe siècle, l'hypothèse de Fresnel a été vérifiée, de manière satisfaisante, par diverses expériences.
La plus célèbre d'entre elles est l'expérience de Fizeau, réalisée en 1851 par le physicien français Hippolyte Fizeau (1819-1893). Deux autres expériences sont d'ordinaire citées. La première est l'expérience de Hoek, réalisée en 1868 par Martin Hoek (en) (1834-1873) ; la seconde est l'expérience d'Airy, réalisée en 1871 par George Airy (1801-1892).

## Abandon
L'avènement en 1905 de la relativité restreinte d'Albert Einstein (1879-1955) a conduit à l'abandon de l'hypothèse de Fresnel. Celle-ci est aujourd'hui considérée comme reposant sur des bases physiques incorrectes. Son succès provient du fait qu'elle coïncide avec la loi relativiste de composition des vitesses pour les petites valeurs de {\displaystyle v} {\displaystyle (v\ll c)}. C'est ce que le physicien allemand Max von Laue (1879-1960 a démontré en 1907.